# Hermann Dörries
Hermann Dörries (* 17. Juli 1895 in Hannover; † 2. November 1977 in Göttingen) war Kirchenhistoriker und Patrologe in Göttingen.

## Leben
Hermann Dörries, der Sohn des Theologen Georg Bernhard Adolf Dörries (1856–1934), war Schüler von Adolf Jülicher und Karl Müller und promovierte 1922 an der Philipps-Universität Marburg. Die Habilitation in Kirchengeschichte erfolgte 1923 in Tübingen. Zugleich begann er, dort als Privatdozent zu lehren. 1926 übernahm er in Tübingen eine außerordentliche Professur für Kirchengeschichte. 1928 folgte er einem Ruf nach Halle. Seit 1929 lebte und lehrte Dörries bis zu seiner Emeritierung als ordentlicher Professor in Göttingen. Zum 1. Mai 1933 war er der NSDAP (Mitgliedsnummer 2.372.330) beigetreten. 1941 wurde er zum ordentlichen Mitglied der Göttinger Akademie der Wissenschaften gewählt.
Dörries und seine Mitarbeiter sichteten und sammelten die Schriften des Makarios/Symeon; seine Meinung, dass ein gewisser Symeon von Mesopotamien Verfasser der Makarios-Homilien ist, hat sich weitgehend durchgesetzt.

## Schriften
- Germanische Religion und Sachsenbekehrung. Vandenhoeck & Ruprecht, Göttingen 1934.
- Symeon von Mesopotamien. Die Überlieferung der Messalianischen „Makarios“-Schriften (= Texte und Untersuchungen zur Geschichte der altchristlichen Literatur. Band 55, 1). Hinrichs, Leipzig 1941.
- Wort und Stunde. (Gesammelte Aufsätze)
  - Band 1: Gesammelte Studien zur Kirchengeschichte des vierten Jahrhunderts. Vandenhoeck & Ruprecht, Göttingen 1966 (Digitalisat).
  - Band 3: Aufsätze zur Geschichte der Kirche im Mittelalter. Vandenhoeck & Ruprecht, Göttingen 1969 (Digitalisat).
  - Band 3: Beiträge zum Verständnis Luthers. Vandenhoeck & Ruprecht, Göttingen 1970 (Digitalisat).
- Konstantin der Große. 2. Auflage. Kohlhammer Verlag, Stuttgart 1967.
- Die Theologie des Makarios-Symeon (= Abhandlungen der Akademie der Wissenschaften zu Göttingen, Philologisch-Historische Klasse. Band 103). Vandenhoeck und Ruprecht, Göttingen 1978, ISBN 3-525-55361-7.
- Karl Suso Frank (Hrsg.): Diadochus. Gespür für Gott. Hundert Kapitel über die christliche Vollkommenheit. Einsiedeln 1982, S. 25f.